# 志摩清英
志摩 清英（しま きよひで 1890年（明治23年）2月25日 - 1973年（昭和48年）11月7日）は、日本の海軍軍人。最終階級は海軍中将。
東京府出身。東京府立一中、海軍兵学校39期、海軍大学校21期。実父は志摩清直海軍大尉。

## レイテ沖海戦時
第19戦隊司令官などを経て、太平洋戦争開戦後の1942年（昭和17年）10月に第16戦隊司令官。その後横須賀鎮守府海軍通信学校長を経て、1944年（昭和19年）2月に第5艦隊司令長官に就任。いわゆる世に知られるレイテ沖海戦における「志摩提督」として名高い。もともとは通信術の専門家であり、その能力は大戦末期の誇張された海軍の戦果発表の看破や正確な敵情分析に発揮された。
台湾沖航空戦後、「敗走中」とされる第38任務部隊の追撃を請け負うが、米提督のハルゼーは損傷艦を故意に目立つ位置に配置し、志摩艦隊を誘引する。しかし、彼は正確な敵情分析から大本営発表が誤報だと看破し、進撃を中止、艦隊は難を免れた。捷一号作戦では、第二遊撃部隊を率い西村艦隊と共同してスリガオ海峡経由でのレイテ突入の任務を請け負うが、スリガオ海峡海戦にて先行する西村艦隊の全滅を見て突入を断念、敵影と思しきものに魚雷を斉射して反転、駆逐艦一隻の損害のみで見事、撤退する。1945年（昭和20年）5月、高雄警備府司令長官、同時に大西瀧治郎中将の後を受けて第一航空艦隊司令長官を兼務。しかし、日本海軍は既に戦力を失っていたため、もはや米軍に対抗することはできなかった。
米側は志摩の後退に対し、「将兵の命を守るためには仕方がなかった」と評価している。
1947年（昭和22年）11月28日、公職追放仮指定を受けた。

## 略歴
- 1911年（明治44年）7月18日　海軍兵学校卒業。阿蘇乗組
- 1912年（明治45年）3月29日　橋立乗組
- 1912年（大正元年）9月11日　安芸乗組
- 1912年（大正元年）9月11日　少尉任官
- 1914年（大正3年）1月15日　石見乗組
- 1914年（大正3年）12月1日　中尉任官。海軍水雷学校普通科入校。
- 1915年（大正4年）5月26日　海軍砲術学校普通科学生入校
- 1915年（大正4年）12月13日　伊吹乗組
- 1916年（大正4年）4月4日　香取乗組
- 1916年（大正4年）12月1日　第2艦隊附
- 1917年（大正6年）7月2日　呉鎮守府附
- 1917年（大正6年）10月10日　呉鎮守府附／呉海兵団附
- 1917年（大正6年）12月1日　海軍大学校乙種学生入校
- 1918年（大正7年）4月15日　海軍水雷学校高等科学生入校
- 1918年（大正7年）12月1日　大尉進級。海軍水雷学校特修科学生入校
- 1919年（大正8年）2月28日　特修学生卒業。第4水雷戦隊司附／参謀
- 1920年（大正9年）12月1日　霧島通信長心得／分隊長心得
- 1921年（大正10年）12月1日　海軍大学校（甲）学生（1923年10月まで）
- 1923年（大正12年）10月15日　第2艦隊参謀
- 1924年（大正13年）12月　少佐進級。横須賀鎮守府附。
- 1925年（大正14年）4月2日　宣仁親王付武官
- 1926年（大正15年）5月1日　軍令部第2班第4課参謀
- 1928年（昭和3年）2月15日　欧米各国出張
- 1929年（昭和4年）1月6日　帰朝
- 1929年（昭和4年）2月1日　連合艦隊参謀／第1艦隊附
- 1929年（昭和4年）11月30日　中佐進級
- 1930年（昭和6年）4月26日　海軍水雷学校教官
- 1930年（昭和6年）6月1日　海軍通信学校教官
- 1930年（昭和6年）11月15日　海軍通信学校教官／海軍水雷学校教官／海軍砲術学校教官／春日教官／霞ケ浦海軍航空隊教官
- 1931年（昭和7年）12月10日　海軍通信学校教官／海軍水雷学校教官
- 1931年（昭和7年）12月16日　海軍通信学校教官／海軍水雷学校教官／横須賀航空隊教官
- 1932年（昭和7年）2月22日　海軍通信学校教官／海軍水雷学校教官／横須賀航空隊教官／春日教官
- 1932年（昭和7年）12月16日　海軍通信学校教官／海軍水雷学校教官／横須賀航空隊教官
- 1933年（昭和8年）2月25日　軍令部出仕／海軍省出仕
- 1933年（昭和8年）4月1日　 駐満海軍部附
- 1933年（昭和8年）4月1日　 駐満海軍部参謀
- 1933年（昭和8年）11月15日　大佐進級。駐満海軍部附。
- 1934年（昭和9年）10月22日　軍令部出仕
- 1934年（昭和9年）11月15日　軍令部第3部第8課課長
- 1936年（昭和11年）12月1日　大井艦長
- 1939年（昭和14年）11月15日　少将進級。舞鶴要港部参謀長
- 1939年（昭和14年）12月1日　舞鶴鎮守府参謀長
- 1940年（昭和15年）10月15日　第4艦隊司令部附
- 1940年（昭和15年）11月15日　第19戦隊司令官
- 1942年（昭和17年）7月14日　軍令部出仕
- 1942年（昭和17年）9月10日　連合艦隊附
- 1942年（昭和17年）10月3日　第16戦隊司令官
- 1943年（昭和18年）5月1日　中将進級
- 1943年（昭和18年）9月16日　横須賀海軍通信学校校長
- 1944年（昭和19年）2月15日　第5艦隊司令長官
- 1945年（昭和20年）2月5日　軍令部出仕
- 1945年（昭和20年）5月5日　高雄警備府附
- 1945年（昭和20年）5月10日　高雄警備府司令長官兼第1航空艦隊司令長官
  - 1945年（昭和20年）6月15日  第一航空艦隊司令長官の兼務を免ぜられる[2]。（一航艦解隊による。）
- 1946年（昭和21年）4月30日  予備役[2]